# Oceans (песня Pearl Jam)
«Oceans» — четвёртый сингл американской рок-группы Pearl Jam, с дебютного альбома Ten (1991). Ремикшированная версия песня вошла в переиздание альбома Ten в 2009 году.

## Список композиций
1. «Oceans» (Госсард, Амент, Веддер) — 2:44
2. «Why Go» (live) (Амент, Веддер) — 3:30
3. «Deep» (live) (Госсард, Амент, Веддер) — 4:24
4. «Alive» (live) (Госсард, Веддер) — 5:46

- Концертные версии песен заиписаны VARA Radio в июне 1992 года на Pinkpop Festival в Голландии.

## Чарты
| Чарт(1993)                         | Позиция |
| ---------------------------------- | ------- |
| Бельгия/Фландрия (Ultratop 50)     | 35      |
| Нидерланды (Dutch Top 40)          | 21      |
| Новая Зеландия (Recorded Music NZ) | 16      |